# Музей истории татарской литературы с мемориальной квартирой Шарифа Камала
Музей истории татарской литературы с мемориальной квартирой Шарифа Камала (тат. Татар әдәбияты тарихы музее һәм Шәриф Камал мемориаль фатиры, ранее — музей-квартира Шарифа Камала) — литературный и литературно-мемориальный музей, расположенный в Казани. Создан в 1944 году по постановлению Совета народных комиссаров РСФСР как литературный отдел Государственного музея ТАССР, открыт для посетителей 29 января 1950 года в качестве музея-квартиры классика татарской литературы Шарифа Камала. Является филиалом Национального музея Республики Татарстан.
В 2019 году открыт после реорганизации в качестве музея истории татарской литературы, также называется Домом татарской книги. На сегодняшний день в музее функционируют экспозиционные залы, библиотека, медиацентр, книжный магазин, типография и музейная кофейня. Дом татарской книги является организатором культурно-просветительских и научных событий, выставок и лекториев. Музей также организует литературную премию имени Шарифа Камала.

## История

### Здание

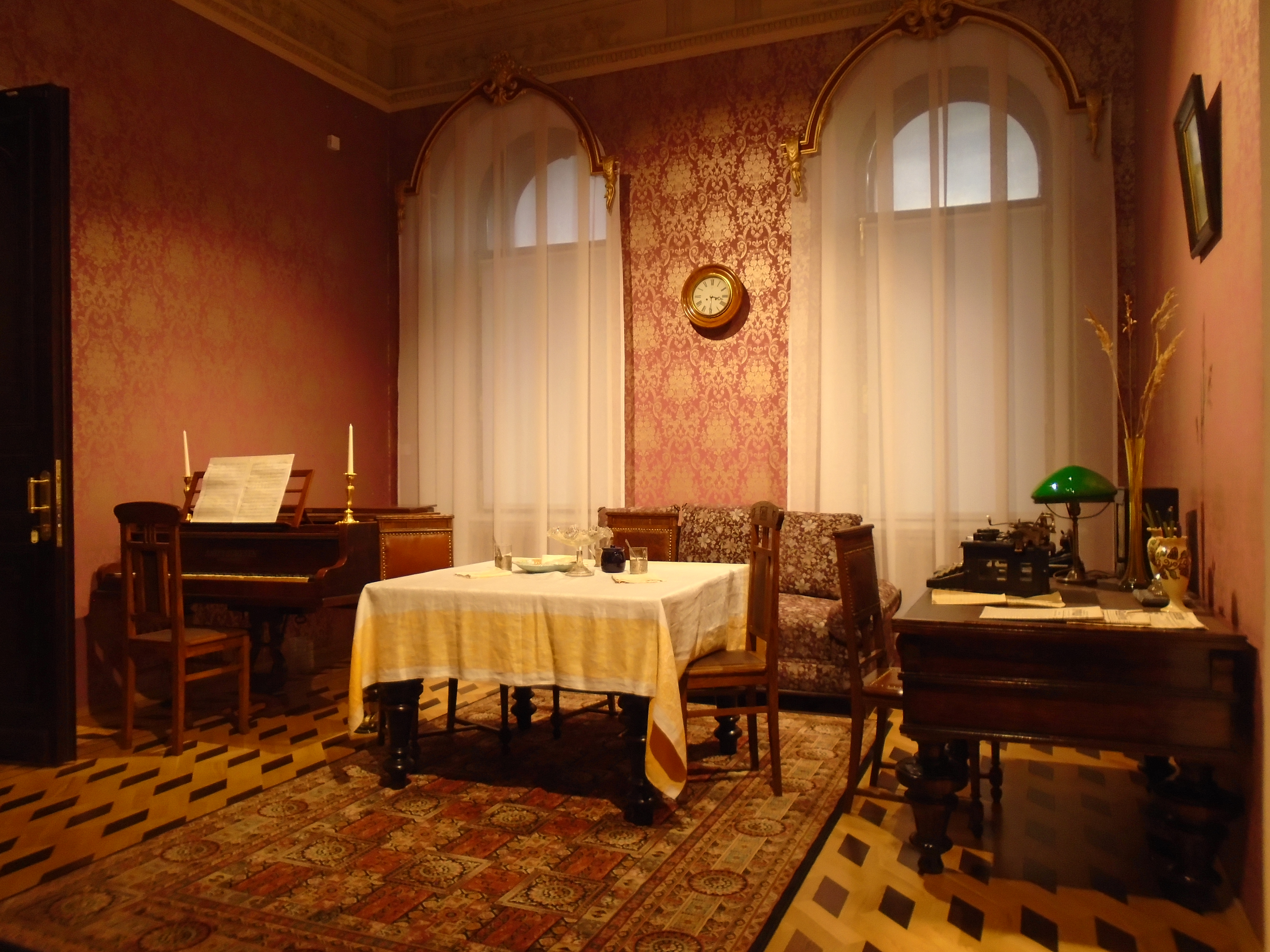
Мемориальная квартира Шарифа Камала

Музей находится в двухэтажном купеческом особняке, построенном в XIX веке. При этом в путеводителях датой строительства дома чаще всего указываются 1905 или 1908 годы. Находясь в центре Казани, на Вознесенской улице, здание до революции часто меняло собственников. Известны следующие фамилии владельцев дома: купчиха М.И. Подуруева, купцы Т.С. Санин, З.В. Журавлев, И.Д. Иванов. В 1908 году закончена масштабная перестройка здания, в ходе которого фасад и интерьеры  были оформлены в стиле западноевропейского барокко.
После 1917 года дом был передан под многоквартирное жилье, при этом в начале 1920-х годов в здании также находился детский дом, где воспитывался будущий шахматист Рашид Нежметдинов.  В доме жили представители татарской интеллигенции, среди них – редактор газеты «Татарстан», журналист Сафа Бурганов, известный ученый и педагог Нургали Надеев, работники завода «Пишмаш» и Народного комиссариата местной промышленности ТАССР. В 1928 году трехкомнатная квартира на втором этаже дома передана в пользование писателя Шарифа Камала.
В 1948 году на фасаде дома установлена мемориальная доска в честь Шарифа Камала, а в 1983 году — мемориальная доска в честь педагога Нургали Надеева (1882 — 1940), проживавшего в доме в 1925-1940 годах.
Здание внесено в реестр объектов культурного наследия регионального значения как «Дом, где с 1928 года по 1942  год жил классик  татарской  литературы — писатель Шариф Камал».
В 2007 году здание было признано аварийным. С 2017 года велись реставрационные работы, завершившиеся в 2019 году.

### Открытие музея
22 декабря 1942 года в квартире №3 дома по адресу Казань, Островского, 15 умирает писатель Шариф Камал, проживавший здесь с 1928 года. В связи со значимостью личности писателя для истории татарской советской литературы, 2 июня 1944 года Совет народных комиссаров РСФСР издает постановление об открытии литературного филиала Краеведческого музея ТАССР в доме, где проживал Шариф Камал.
Изначально музей задумывался как литературный музей ТАССР, который должен был состоять из мемориальной квартиры самого Ш.Камала, а также из экспозиционных залов, посвященных Габдулле Тукаю, татарским советским писателям, русским писателям Казани и т.д. Для создания такого музея было необходимо расселить жителей дома. Несмотря на то, что были даны соответствующие поручения городским властям, дом оставался жилым вплоть до 1980 года. Поэтому музей первоначально смог расположиться только в трех комнатах квартиры Шарифа Камала и принял первых посетителей 29 января 1950 года как музей-квартира.
Основу музея составила мемориальная коллекция личных вещей, предметов мебели, рукописей, писем и документов Шарифа Камала, переданная семьей писателя. Экспозиция музея включала мемориальную зону, планшеты и витрины, повествующие о жизни и творчестве писателя, а также рассказывающие о современниках Ш.Камала. Семья непосредственно принимала участие в создании музея, а дочь писателя Зайнаб Байгильдеева долгие годы работала научным сотрудником Государственного музея ТАССР.
Музей-квартира соседствовала с жилыми помещениями коммунального типа, его часто посещали группы школьников и туристы, что приводило к периодическим конфликтам с соседями. В 1965 году музей закрыт для посещения, а в 1979 году принимается решение о реэкспозиции, а через год музей вновь начинает принимать гостей. К этому времени музею передается часть освобожденных помещений исторического здания. При этом музей по-прежнему занимал лишь небольшую часть здания, соседствуя с детской библиотекой и другими учреждениями. Дополнительно было предоставлено небольшое помещение на первом этаже (90 кв. м) для служебных помещений и выставочного зала.
В 2007 году музей был реорганизован и получил нынешнее наименование. Через год здание закрывается для проведения реставрационных работ, а экспозиция временно размещается в Литературном музее Габдуллы Тукая. В это время также идет процесс поиска новой концепции музея, изучаются различные варианты развития музея. Ученым советом Национального музея принимается решение о внедрении на базе музея концепции Дома татарской книги — культурной точки, где могли бы встречаться любители и авторы татарской книги.
В ходе обхода улицы Островского Президентом Татарстана Рустамом Миннихановым в 2016 году появляется поручение о начале ремонтных работ. 2017-2019 годах здание музея было капитально отремонтировано и отреставрировано, возвращены утраченные в советский период элементы декора, восстановлен балкон, музею передана последняя часть здания, ранее принадлежавшая шиномонтажу. Проект реставрации здания получил диплом открытого смотр-конкурса «Лучший объект сохранения и развития» в 2019 году.
1 июня 2019 года музей открылся после реставрации и реэкспозиции как Дом татарской книги и музей истории татарской литературы с мемориальной квартирой Шарифа Камала.

## Экспозиция
Общая площадь экспозиции музея — 253,1 квадратных метра. Она состоит из мемориальной квартиры и тематических разделов.

### Мемориальная квартира Шарифа Камала
Ядро музея составляет мемориальная квартира Шарифа Камала. Она состоит из трех комнат общей площадью 52 кв.м. Мемориальная зона сохранена в двух комнатах квартиры, а в первой комнате размещается раздел экспозиции, посвященный творчеству Ш.Камала и его современников. Наиболее значимые экспонаты данного раздела — личные вещи и библиотека писателя, предметы интерьера квартиры.
Обстановка квартиры музеефицирована таким образом, чтобы сохранялся быт и уклад жизни Шарифа Камала, характерный для казанской интеллигенции 1930-1940-х годов. При жизни писателя в квартире регулярно проходили встречи писателей, музыкантов, драматургов и актеров. Некоторые предметы мемориальной коллекции напрямую связаны с гостями квартиры. Так, кабинетный рояль, купленный писателем для своей дочери Зайнаб, является меморией и Шарифа Камала, и композитора Салиха Сайдашева, часто игравшего на инструменте. Каретные часы были подарены Ш.Камалу на юбилейном вечере писателя 22 марта 1940 года народным артистом Татарской АССР Григорием Ардаровым.

### История татарской книги
С 2019 года в музее появились разделы «История татарской книги: от пергамента к цифре», «Знаменитые татарские книги», «Интерактивная библиотека: мир татарской детской книги», библиотека-медиацентр. Основу экспозиции составляют уникальные коллекции памятников книжной культуры из собрания Национального музея Республики Татарстан, среди них – рукописные книги XVII-XIX веков, печатные издания XIX-XX вв., прижизненные произведения известных татарских писателей и ученых, знаменитые и наиболее популярные книги современных татарских авторов, пишущие машинки и письменные принадлежности. Среди наиболее ценных экспонатов можно увидеть рукописный список поэмы «Кысса-и Йусуф», портфель поэта Хасана Туфана, шкатулку и перстень Фатыха Карима, казанские издания Корана разных лет, личные печати татарских купцов XIX века, азбуки и буквари татарского языка.

## Галерея

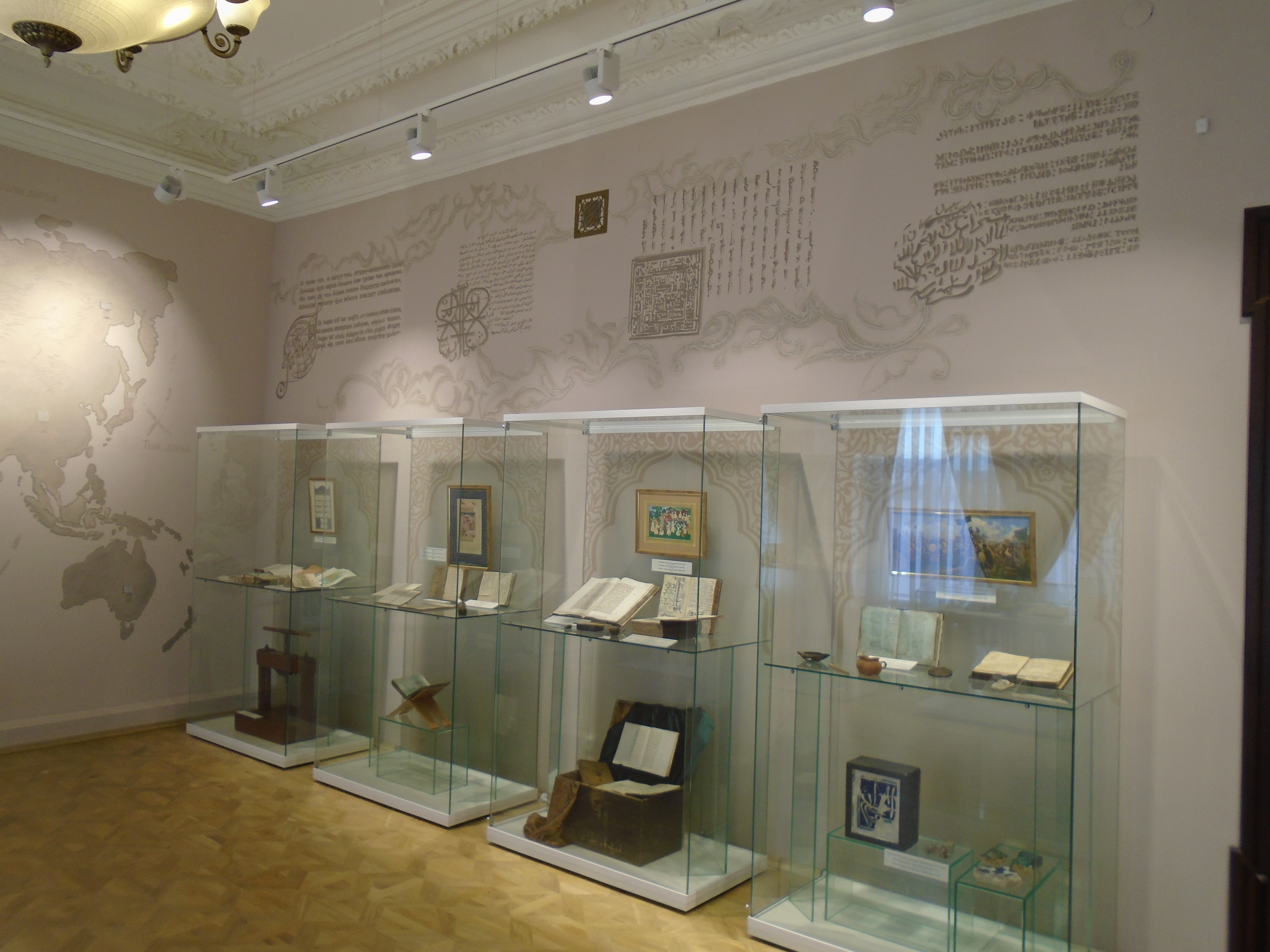
Экспозиционный зал «Татарская книга: от пергамента к цифре»
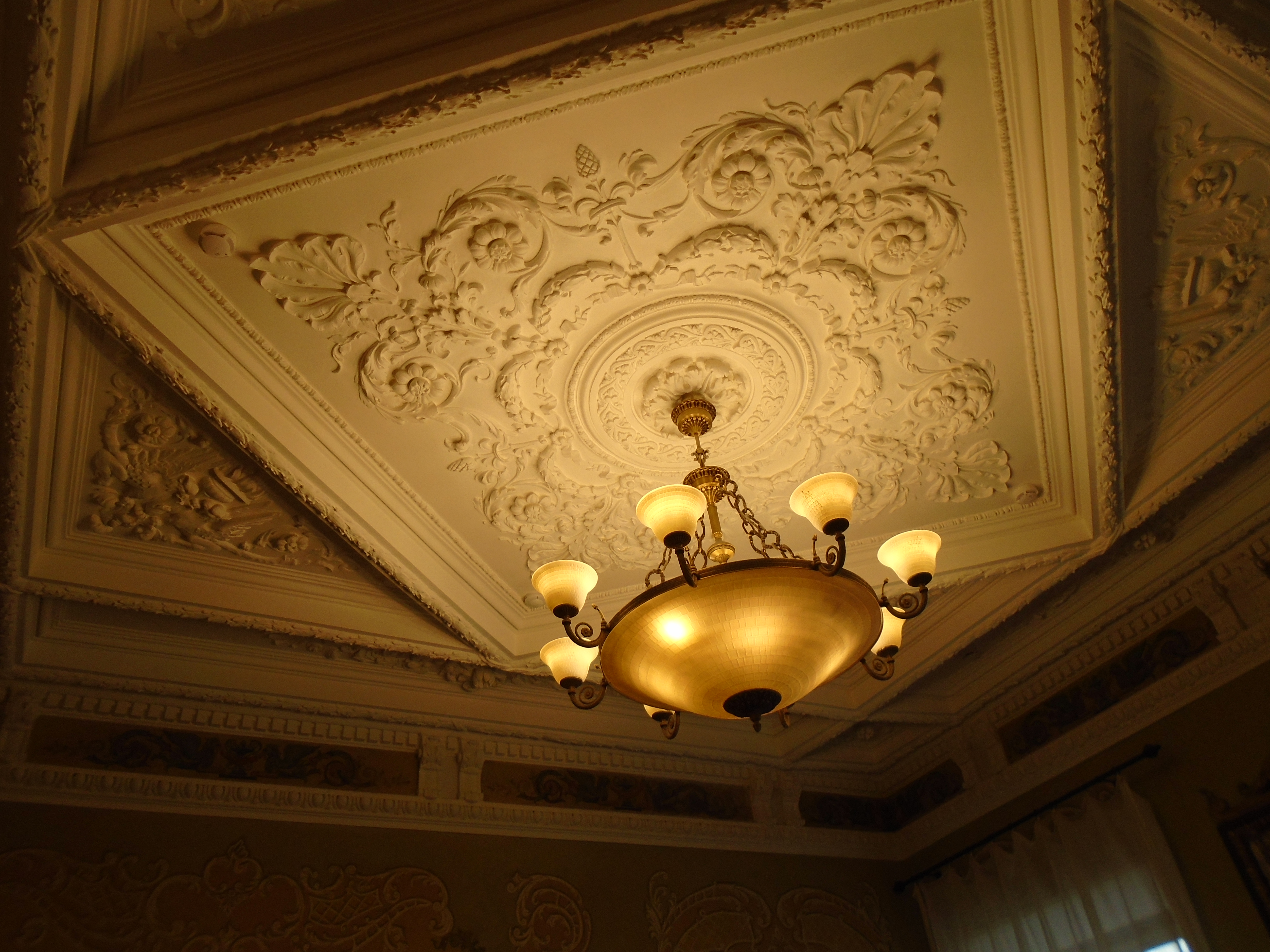
Потолок вестибюля на 2 этаже музея
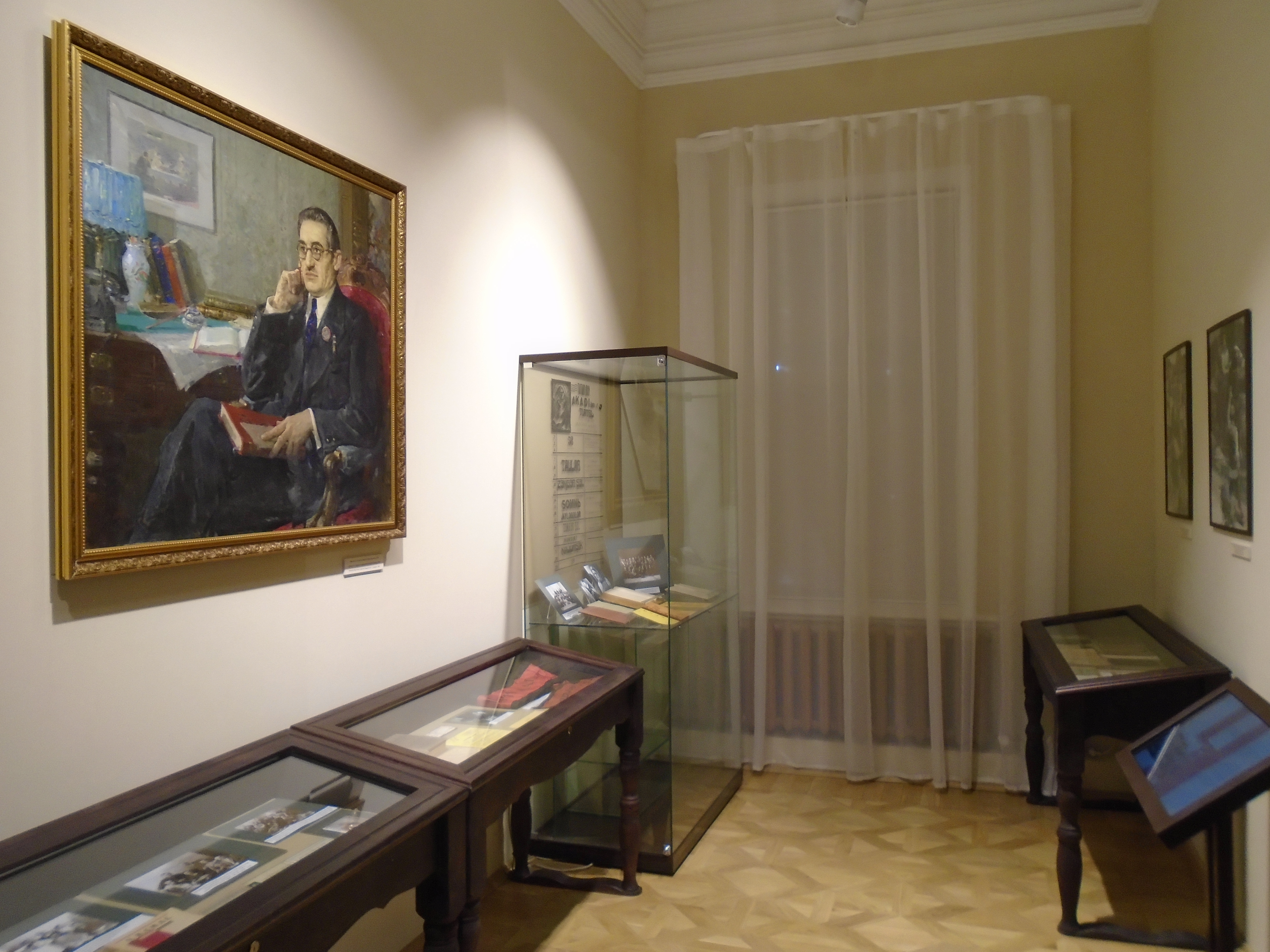
Первая комната мемориальной квартиры Шарифа Камала
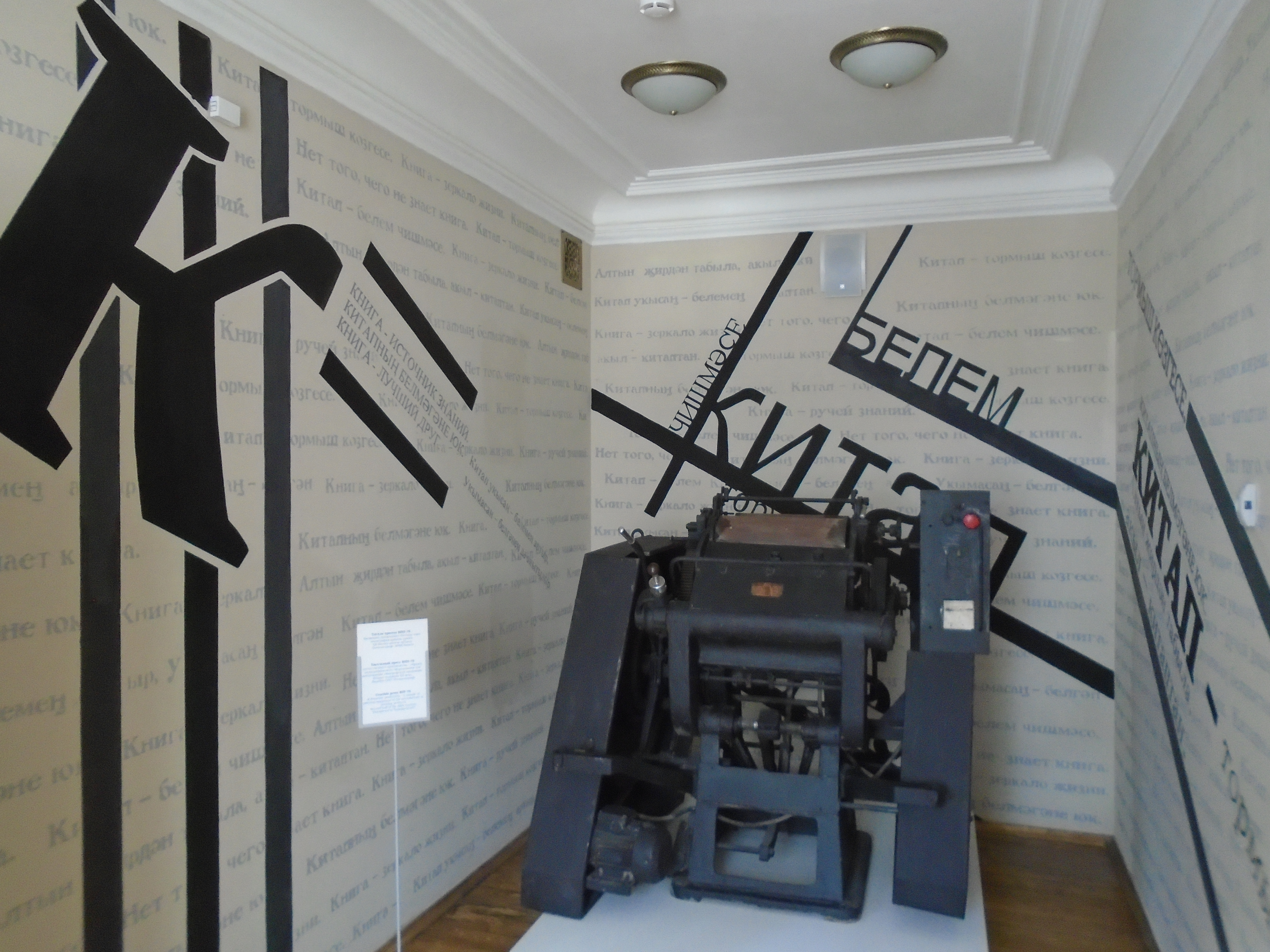
Экспонат музея. Тигельный пресс.
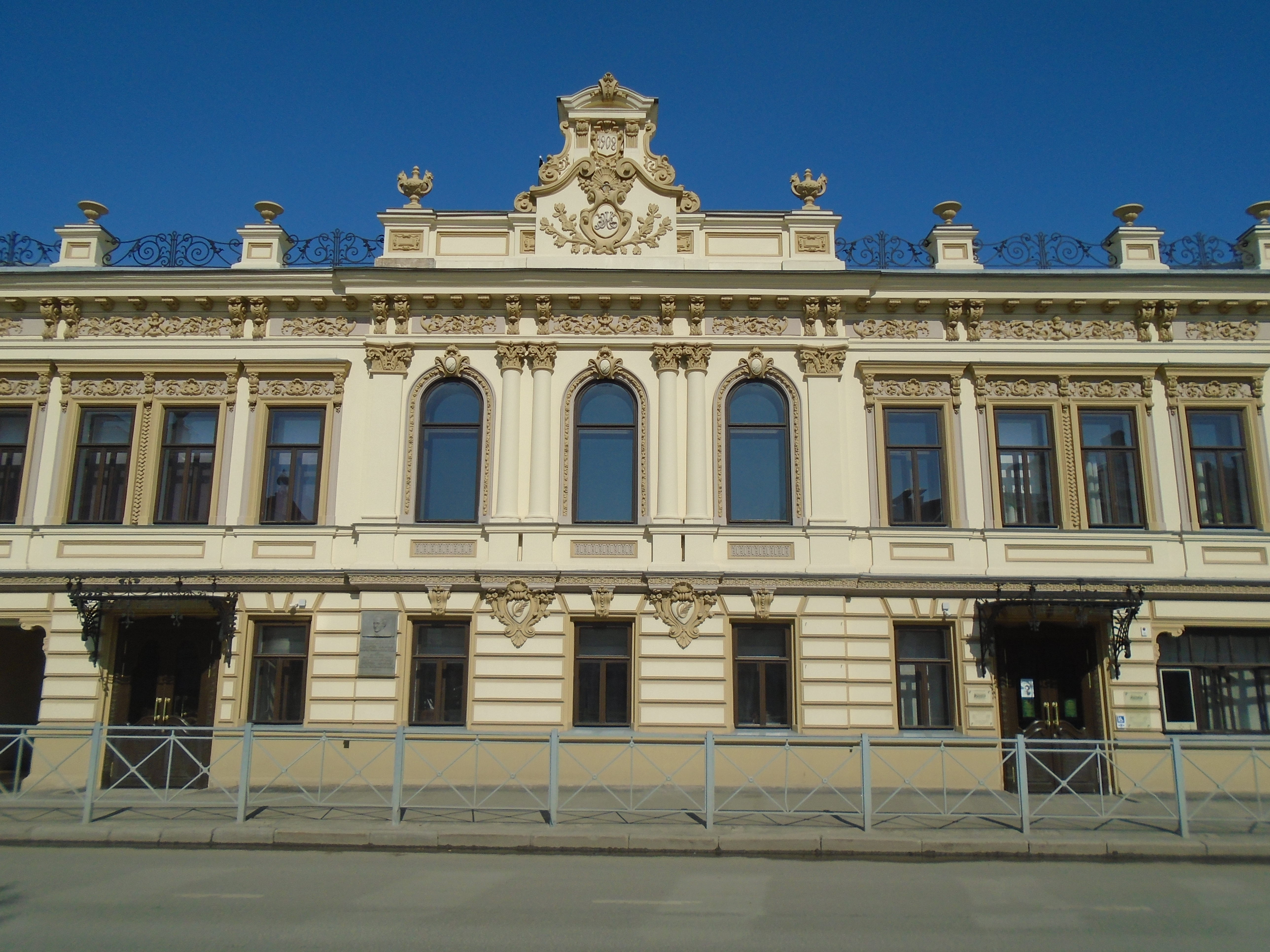
Фасад здания со стороны ул. Островского